# Bodešče
Bodešče – wieś w Słowenii, w gminie Bled. W 2018 roku liczyła 168 mieszkańców.